# Beuvron (dopływ Yonne)
Beuvron – rzeka we Francji, przepływająca przez teren departamentu Nièvre, o długości 40,5 km. Stanowi lewy dopływ rzeki Yonne.